# Antimima buchubergensis
Antimima buchubergensis är en isörtsväxtart som först beskrevs av Moritz Kurt Dinter, och fick sitt nu gällande namn av H. E. K. Hartmann. Antimima buchubergensis ingår i släktet Antimima och familjen isörtsväxter. Inga underarter finns listade i Catalogue of Life.